# حميدة السنان
حميدة منصور السنان هي فنانة تشكيلية وشاعرة سعودية، ولدت في مدينة القطيف في عام 1389هـ/1969م. مُؤسسة مرسم أتليه فن لتعليم كافة فئات المجتمع الفنون الجميلة منذ 1994م ولازالت تديره إلى الآن، كما أنها ناشطة ثقافية في عدة مجالات على مستوى المملكة العربية السعودية وخارجها. لها عدة مشاركات في دول متفرقه ضمن الأنشطة الثقافية السعودية المقامة في دول العالم، كما تقتني أعمالها الفنية الكثير من الجهات وغيرها من المؤسسات الحكومية داخل المملكة العربية السعودية وخارجها.

## السيرة الفنية
- 1980| حازت على الجائزة الأولى في مسابقة أرامكو لرسوم الأطفال.[5]
- 1994| أسست مرسم "اتليه فن الأدبي" ولازالت تديره حتى الآن.[6]
- 1994| أسست لصالون الاربعائيات الأدبي.
- 2005| أسست لجماعة إشراقات فنية بجدة.
- 2007| أسست وأشرفت على المقهى الثقافي بالنادي الأدبي بالدمام.
- 2008| أسست (المرسم الحر) بمهرجان الدوخلة – القطيف.[7]
- 2010| قدمت أمسية شعرية مشتركة بالنادي الأهلي بمملكة البحرين.
- 2013| أصدرت ديوان شعري بعنوان لمسات مؤجلة.
- 2015| قدمت أمسية شعرية مشتركة بنادي جد حفص بمملكة البحرين.[8]
- 2017| أسست الصالون الأدبي الإلكتروني الأربعائي.
- رئيسة لجنة القطيف الثقافية، وأصدرت مجلة القطيف الثقافية العدد الأول عام (2011) والعدد الثاني عام (2013).[9]
- متخصصة في عمل المجسمات والجداريات الضخمة.
- متخصصة في تدريب الأطفال (رسم وإذاعة ومجالات مختلفة).
- ولها عدة مشاركات بمهرجان الساحل الشرقي وصيف الشرقية.

## عضوية
- جمعية الثقافة والفنون بالدمام.
- جمعية البحرين للفن المعاصر.
- جمعية الإمارات للفنون التشكيلية.
- بيت التشكلين بجدة.
- جمعية القطيف الخيرية.
- جماعة عشتاروت.

## شهادات

شهادة اعتماد الفنانة حميدة السنان من أكاديمية أكسفورد البريطانية

حاصلة على شهادة معتمدة لتدريب المدربين من أكاديمية أكسفورد البريطانية.

شهادة اعتماد الفنانة حميدة السنان من مؤسسة روافد للتدريب والتعليم والاستشارات

حاصلة على شهادة معتمدة من منصة روافد للتدريب والاستشارات.

## جوائز
حصدت العديد من الجوائز وشهادات التقدير منها:
- 1991 | جائزة المركز الأول بالحكير.
- 1991 | الميدالية الذهبية للمعرض الدوري الثالث لفناني دول مجلس التعاون بالإمارات.[12]
- 1992 | جائزة معرض المقتنيات السعودية الثالث عشر.
- 1998 | جائزة المقتنيات لملون السعودية.
- 2001 | المركز الثاني لمسابقة الفنانات السعوديات.
- 2002 | المركز الثاني لمسابقة الفنانات السعوديات «للمرة الثانية».[13]
- 2002 | المركز الثاني لمعرض المرأة والإبداع بمملكة البحرين.[14]
- 2002 | جائزة التحكيم في مسابقة السفير مرتين من وزارة الخارجية السعودية.[15]
- 2008 | جائزة المركز الأول في معرض فنانات المملكة.
- وعدة جوائز أخرى محلية وإقليمية.[16][17]

## معارض شخصية
أقامت العديد من المعارض الشخصية المحلية والعالمية ومنها على سبيل الذكر:
- 1993 | معرض على صالة المعهد المهني بالقطيف.
- 1994 | معارض في المركز السعودي للفنون في جدة.[20]
- 2001 | معرض «كولاج» بصالة مكتب العوامي الهندسي بالقطيف.[21]
- 2003 | صالة أتليه فن بالقطيف.
- 2003 | صالة فنون بالخبر.
- 2003 | معرض «تجاربي» بالمركز الثقافي بدمشق.
- 2004 | معرض «تجاربي» بمتحف الشارقة.[22]
- 2004 | معرض «تجاربي» بجمعية الجفير بالبحرين.
- 2005 | معرض «البرزخ» بصالة مكتب العوامي الهندسي بالقطيف.[23][24]
- 2006 | معرض «حنين الأيادي» بمركز الفنون بالبحرين.[25]
- 2011 | عرض خاص لتجربة (أحلام آدم) بمقهى جوان.[26]
- 2014 | معرض شخصي بمعارض الظهران الدولية.
- عدة معارض في مملكة البحرين.[27]
- عدة معارض أخرى متفرقة.

## معرض اللوحات

ملف:الإنسان_والحجر.jpgخامات مختلفة و اقمشة وحفر بسيط، (فن الكولاج). تعبر اللوحة عن علاقة الانسان بالأرض كانتماء ووطن، وحكاية الدفاع لدى الشعب الفلسطيني. عمل فائز بجائزة المرأة والابداع في المعرض الدولي في مملكة البحرين. سنة العمل: 2002 م
ملف:بعد_الأرق.jpgألوان زيتية على كانفس. تعبر اللوحة عن انفصال بعض اليافعين اثر بعض الضغوط عن اسرهم او مجتمعاتهم. سنة العمل: 1992 م
ملف:مجزرة_جنين.jpgعمل فني مكون من ثلاث أجزاء (جدارية) أنتجتها في نفس العام متأثرة بوقوع الحدث (مجزرة جنين) في فلسطين
ملف:حب_في_المنزل.jpgلوحة زيتية فائزة بجائزة الخطوط السعودية، تصف علاقة المرأة بأطفالها وزوجها عبر شخصنة الطائر. سنة العمل: 1995م
ملف:باب_امرأة.jpgعمل فني عبارة عن ألوان زيتية مع معاجين على خشب. تعبر عن انبعاث الانسان عبر وجه امرأة وقلقه الدائم امام باب الحياة. سنة العمل 1990 م
ملف:حكاية.jpgعمل فني عبارة عن ألوان زيتية على كانفس. يعبر عن حكاية مأساة عاشوراء عبر الحصان المحتدم في احد مجالس الذكر النسائية. سنة العمل: 1994م
ملف:قامات_بوح.jpgعمل فني عبارة عن اربع لوحات يكونوا جدارية. مكس ميديا واكريليك، تعبر الجدارية عن هواجس وثرثرات البوح الساحلي لدى منطقة القطيف. سنة العمل: 2016
ملف:جسد_العروبة.pngألوان زيتية على كانفس. تعبر عن حال الفكر العربي و التمغرب الثقافي. سنة العمل: 2002
ملف:حلم_يدٍ_هاربة.jpgألوان زيتية واحبار. تعبر عن أحلام اليافعين عبر مسيرة تحقيق طموحاتهم. سنة العمل: 1990 م
ملف:صراع_الناس.pngصب الوان متنوعة على كانفس و رسم عبر المدرسة السريالية. تحكي الجدارية المكونة من اربع لوحات خلافات وثورات البشر ضد بعضهم البعض وعلاقتهم باليد المعطاءة في الحياة. أُنتجت عام 2001 م
ملف:امنية_حمورابي_2.jpgعمل فني عبارة عن خامات مختلفة من الأوراق الفاخرة والمنوعة على خشب مع طباعات مختلفة، كولاج على طريقة المدرسة السريالية. سنة العمل: 2003 م
ملف:امنية_حمورابي.jpgعمل فني عبارة عن خامات مختلفة من الأوراق الفاخرة والمنوعة على خشب مع طباعات مختلفة، كولاج على طريقة المدرسة السريالية. سنة العمل: 2003 م
ملف:الأرض_المغصوبة.jpgألوان زيتية على كانفس من المدرسة السريالية. تعبر عن اوجاع الأرض الفلسطينية وكيف أُحيط بها. سنة العمل: 1993
ملف:إطلالة_نهر.jpgخامات مختلفة ومعاجين مع ألوان أكريليك. من المدرسة السريالية، تعبر اللوحة عن التوحد مع الذات وفيض المشاعر والقلق واحتدام النفس. سنة العمل: 2010 م
ملف:أجنحة_الأمل.jpgخيش وخامات مختلفة. من المدرسة السريالية، يعبر العمل الفني عن المحاولات الدائمة للنجاح، ومحاولات الانعتاق عن الحاجات والغرائز وهيمنة الأشياء على الأنسان. سنة العمل: 2003 م
ملف:زفة_القاسم.pngألوان زيتية على كانفس. من المدرسة السريالية، تعبر عن الحياة العصرية بمفهوم تراثي ديني يعكس امتداد الحياة الساحلية. سنة العمل: 2002 م
ملف:ولادة_غير_طبيعية.jpgألوان زيتية على كانفس. من المدرسة السريالية، تعبر عن ألم الولادة في الزمن الصعب. سنة العمل: 1995 م
ملف:أزهار_الظهيرة.jpgلوحة من ألوان أكريليك وخامات مختلفة، وهو مزيج من مدرستا التأثيرية والسريالية. تمثل تأملات على إيقاع اللون الأصفر الحار. سنة العمل: 2011 م
ملف:زمن_الأمومة.pngعمل فني من المدرسة السريالية، وهو احبار على ورق وألوان زيتية. تتحدث اللوحة عن الزمن القديم وعن الحب والحنان لدى الأخت الكبرى وهي تربي إخوتها الصغار. سنة العمل: 1991 م
ملف:ثبات.jpgلوحة زيتية على كانفس من المدرسة السريالية، تعتمد على فنون الابعاد والمتغيرات والثوابت ضمن الحياة وتقلباتها. سنة العمل: 1992 م
ملف:اوه_يامال.jpgعمل فني من المدرسة السريالية، ألوان أكريليك وكولاج. تعبر اللوحة عن البيئة الساحلية والسفن والصيد ومعاناة الغواصين، وارتباط البيئة الساحلية بالفنون المعمارية في القطيف. سنة العمل: 2016 م
ملف:ألم_وشموخ.jpgعمل فني من المدرسة السريالية، ألوان مختلفة وكولاج. تتحدث اللوحة عن نبذ الحروب وألآمها. سنة العمل: 1988 م
ملف:العمل_في_القرية.jpgلوحة عبارة عن ألوان أكريليك وطباعة بالرولات. تمثل البعد الإنساني لحب الأرض والامتزاج بالطبيعة. سنة العمل: 2009 م
ملف:أصدقاء_العصفور.jpgلوحة عبارة عن ألوان أكريليك وطباعة بالرولات. تصف الاقبال على الحياة عبر الصداقات الجميلة مع الانسان والحيوانات والطبيعية. سنة العمل: 2009 م
ملف:انتظار_وأمل.jpgعمل فني من المدرسة السريالية، ألوان زيتية وخيش وخامات من النخيل. تمثل اللوحة الانتظار والحيرة ونظرة امل نحو مستقبل تحكمه الصناعة. سنة العمل: 1988 م
ملف:نساء_القرية.jpgحفر على خشب MDF, معالجات بألوان الأكريليك. تصف النساء وعلاقاتهم مع بعضهم عبر المدرسة السريالية حيث تحور ثرثرات النساء مع بعضهم البعض الى براية أقلام رصاص بدل الوجوه! سنة العمل: 1986 م
ملف:أحلام_آدم_1.jpgطباعة باردة بألوان الأكريلك، جدارية مكونة من 5 قطع. تصف حالات مشرقة من التنوع البيئي في منطقة الخليج وخصوصًا القطيف التي تعج بنخلها وبساتينها والتنوع البيئي، ونرى استخدام الروزنة ككناية عن استحضار الذاكرة المكانية في الزمن الماضي. سنة العمل: 2010 م
ملف:بانوراما_السور_العظيم_للقلعة.jpgجدارية مكونة من 7 قطع من المدرسة السريالية بمختلف الأساليب والمدارس والخامات. هي حكاية وحكايات ومواويلٌ وروايات، ما بين الفرح والأسى يقف الانسان بعنفوانه وشموخه ليحكي حكاية موسيقاه اليومية ويدندن أحلامه ويحيكَ اقاصيصه عبر إيقاع لوحة، تسرد علاقة الإنسان بالطين والجدار. سنة العمل: 2005 م
ملف:عين_الدبابية_بالقطيف.jpgجدارية مكونة من 6 قطع، عبارة عن عدة مدارس فنية، تصف الحال في الزمن القديم حيث عين الدبابية وقربها من سوق مياس في القطيف، وهذه العيون التي كانت تنضح بها أرض الخط العظيمة الغنية بمواردها حيث العيون والأبْآر الارتوازية التي كان الأهالي يستحمون ويغسلون أوانيهم وثيابهم فيها. سنة العمل: 2011 م
ملف:فرس_الإمام_الحسين.pngألوان زيتية على كانفس، من المدرسة السريالية. تمثل فزع فرس الإمام الحسين -عليه السلام- في يوم العاشر من محرم، حيث الحرب الضروس والسهام والدماء وسقوط الإمام من على ظهر الخيل. سنة العمل: 1988م
ملف:جنوح_الهلاك.jpgألوان زيتية بضربة الفرشاة ويعتمد على مزيج من المدارس التأثيرية والتكعيبية (مكس ميديا)، تتحدث اللوحة عن اضرار المخدرات والتدخين بشكل عام. سنة العمل: 2004 م
ملف:على_الساحل_الشرقي.jpgألوان زيتية على كانفس، من المدرسة السريالية، عمل رسم تركيبي ذو أبعاد هندسية فنية و يعتمد على حضور الإنسان عبر مسيرته من الطفولة الى الشيخوخة، كما يعكس ما بعد احداث الانفجارات الإرهابية بمدينة القطيف في حي القديح. سنة العمل: 2000 م
ملف:جانبٌ_من_باب_خليجي.jpgحفر على الخشب بالإضافة لبعض التأثيرات بالألوان الزيتية. سنة العمل: 1992 م

### الكولاج

### تجربة أحلام آدم[26][28]

تتشكل تجربة أحلام آدم من عدة أوجه وعدة مسارات فنية لتحكي علاقة الأم بصغيرها وتأثر فرشاة الفنانة السنان بأحاسيس ومشاعر الطفولة عبر اللون وتشكل الخامات، أستمرت التجربة من عام 2009 الى 2012 م.

- [29]

## معارض جماعية
شاركت في معظم معارض رعاية الشباب منذ عام 1417 وفي الأنشطة والأندية المحلية ومعظم مواسم الجنادرية والمعارض الداخلية في انحاء المملكة ولها عدة معارض ثنائية وثلاثية مع الفنانات بدرية الناصر ومنى النزهة والفنان محمد السيهاتي.
- 1990 | معرض السعفة الذهبية في دولة الكويت.[32]
- 1998 | معرض فنانات المنطقة الشرقية لجمعية الثقافة والفنون بالرياض.
- 1998 | معرض الفنانين السعوديين بالقاهرة.
- 2001 | المعرض العام الحادي والعشرين بمتحف الشارقة.
- 2001 | البينالي الدولي العاشر للرسم والطباعة في تايبية.
- 2001 | معرض القدس تاريخ وحضارة بالرياض.
- 2001 | معرض الفنانات السعوديات بالكويت.
- 2002 | الأسبوع الثقافي السعودي بجمهورية إيران.
- 2002 | المعرض السعودي بدولة الأردن (عمان).
- 2003 | معرض فنانين الخليج بمهرجان دبي عام 2003 م.
- 2003 | قامت بعمل جدارية بدبي عام 2003 م.
- 2004 | معرض السعفة الذهبية لدول مجلس التعاون الخليجي في الكويت، في نوفمبر (تشرين الثاني).[22]
- 2005 | قامت بعمل جدارية بمملكة البحرين.
- 2005 | فنانات دول مجلس التعاون بالكويت.
- 2005 | المشاركة الجماعية بـ«إكسبو» اليابان.[33]
- 2005 | معرض ملتقى دورة ألعاب التضامن الإسلامي الأولى.[34]
- 2007 | معرض الفن السعودي بالنمسا.
- 2007 | معرض الفن السعودي بألمانيا.
- 2007 | معرض «المجسمات الجمالية» بالقطيف.[35]
- 2017 | ملتقى ومعرض وورشة الفنون التشكيلية بالعقبة الأردن.[36]
- عدة معارض فنية بجدة.[37]

ولها عدة مشاركات في دول متفرقه وأيضا ضمن الأسابيع الثقافية السعودية المقامة في دول العالم. كما تقتني اعمالها الفنية الكثير من الجهات وغيرها من المؤسسات الحكومية داخل السعودية وخارجها.

## أنشطة أخرى
عملت مشرفة أنشطة ثقافية بالحكير وأقامت العديد من الأنشطة والمعارض والأمسيات بالدمام. كما أشرفت على العديد من ورش العمل والنشاطات الثقافية بمركز الخدمة الاجتماعية بالقطيف منذ العام 1418 هـ وامسيات عن الفن التشكيلي السعودي في كلٍ من جدة والرياض والطائف والجوف 1429هـ. واقامت العديد من معارض رسوم الأطفال والمسابقات ببرنامج مسابقة الطفل الموهوب وعمل جداريات خاصة بالأطفال إلى جانب معارض متفرقة ومسابقات نسائية وأمسيات شعرية متفرقة بالسعودية والبحرين.
- تكريم من شبكة الرامس الثقافية كفنانة رائدة في المنطقة عام 2008 على صالة جمعية الثقافة والفنون بالدمام.[40]
- ورش ومعارض بمركز فرع وزارة الموارد البشرية والتنمية الاجتماعية بالقطيف.[41]
- مشاركة بمعرض ملتقى السعوديات النسائي الثقافي بسيهات.[42]

## السيرة الشعرية
للفنانة العديد من الإسهامات على مستوى الأدب كما أنها شاركت في العديد من المحافل الأدبية في عدد من الدول واقامت وساهمة في العديد على المستوى المحلي، من بعض اسهاماتها:
- كتاب شعري (لمسات مؤجلة).[44]
- رئيسة لجنة القطيف الثقافية، وأصدرت مجلة القطيف الثقافية العدد الأول عام (2011) والعدد الثاني عام (2013).[45]
- أنشأت صالون الاربعائيات الادبي عام (2005). وانشأت صالون الاربعائيات الادبي الإلكتروني عام (2016).
- أقامت عدة امسيات متفرقة في كل من البحرين والإمارات والسعودية.[46][47][48]